# Вафа Султан
Вафа Султан (араб. وفاء سلطان; англ. Wafa Sultan нар. 1958, Баніяс, Сирія) — американська письменниця, активістка за права мусульманських жінок, критик ісламу і мусульманського суспільства .

## Біографія
Вафа Султан народилася у великій мусульманській алавітській сім'ї, в сирійському місті Баніяс. Її батько був побожним мусульманином, займався продажем зерна . Ставлення Вафи Султан до ісламу змінилося в 1979 році, в той час вона була студенткою в Алеппо. Одного разу представники радикальної ісламської організації Брати мусульмани увірвалися до університету і з криками «Аллах Акбар» розстріляли професора.
У 1989 році вона переїхала до Лос-Анджелеса. Згодом отримала американське громадянство.
Вона придбала популярність після теракту 11 вересня 2001 року своєю участю в політичних дебатах з приводу ситуації на Близькому Сході. Її твори арабською мовою, були опубліковані в різних газетах. Вона також виступала на телебаченні, зокрема на телеканалах «Аль-Джазіра» і CNN.
21 лютого 2006 року Султан, перебуваючи в студії в Лос-Анджелесі, взяла участь у телепередачі «Протилежний напрям» («الاتجاه المعاكس»). У ній вона сперечалася з Фейсалом аль-Касемом і Ібрагімом аль-Хулі на тему «зіткнення цивілізацій», вперше висунуту Самюелем Гантінгтоном. Вона критикувала мусульман за неадекватне ставлення до іновірців і невизнання їхніх досягнень, в той час як самі мусульмани користуються їхніми ресурсами і технологіями. Близькосхідний Інститут журналістських досліджень (MEMRI) опублікував уривок з її інтерв'ю, який переклали англійською і пізніше виклали на різних вебсайтах.
3 жовтня 2009 року, Султан випустила свою першу книгу англійською мовою «Бог, який ненавидить: Смілива жінка, яка розпалила мусульманський світ, виступає проти зла ісламу». У своїй книзі Султан розповідає про свою історію життя та особисті стосунки з ісламом. Вона намагається розглянути історію ісламу з психологічної точки зору та вивчити політичну ідеологію сучасної форми релігії.
У жовтні 2010 року Султан було викликано експертом на судовому процесі проти Герта Вілдерса — нідерландського політика, якого судили за антиісламські заяви, а згодом виправдали. На судовому засіданні Султан підтвердила, що вона кілька разів зустрічалася з Вілдерсом, бачила його фільм «Фітна» і загалом погоджувалась з його поглядами щодо ісламу.
10 січня 2011 року Султан, виступаючи у телешоу «CrossTalk», заявила: «Я не проти мусульман, я проти ісламу».